# Гвеселиани, Вахтанг
Вахтанг Гвеселиани (груз. ვახტანგ გველესიანი; 2 февраля 1975 — 2002, Симферополь) — грузинский футболист.
Воспитанник тбилисской футбольной школы «Юный динамовец».
20 июня 1992 года сыграл в Первой российского лиге единственный матч за владимирское «Торпедо», выйдя в домашней игре против «Уралана» (1:1) в стартовом составе (заменён на 74-й минуте): в том матче за владимирцев играли дублёры и игроки команды «Торпедовец», выступавшей в чемпионате Владимирской области, основной состав находился в Италии, где провёл ряд товарищеских матчей.
В сезоне-1993/94 Гвеселиани играл за грузинский клуб «Гареджи» из Сагареджо. Следующие 4 сезона провёл в составе тбилисского СКА. Затем играл в высшей грузинской лиге за тбилисские «Арсенали» (1998/99) и «Локомотив» (1999/2000). В сезоне-2000/01 провёл 4 матча в Первой лиге за «Лазику» Зугдиди и также вновь играл за СКА, в сезоне-2001/02 играл за «Милани» из Цнори в Первой лиге.
В 2002 году играл за украинскую команду «Боспор» Керчь. В том же году умер.